# Josef Worms
Josef Worms (* 23. Februar 1895 in Beverungen; † 3. Juli 1985 in Hanau) war ein deutscher Politiker (CDU). Von 1957 bis 1961 war er Abgeordneter im Deutschen Bundestag.

## Leben
Worms wurde an einer Präparandenanstalt, der Unterstufe einer Lehrerbildungsanstalt, ausgebildet. Nach einem zusätzlichen Besuch des Lehrerseminars legte er 1915 die Prüfung zum Lehrer ab. Anschließend nahm er am Ersten Weltkrieg teil und wurde 1921 Volksschullehrer in Höchst. Im Jahr 1927 stieg er zum Hauptlehrer und Leiter der Schule auf. Im Zweiten Weltkrieg war Worms ebenfalls eingesetzt.

## Politik
Worms gehörte in der Weimarer Republik dem Zentrum an. Er war Gründer und Vorsitzender des Ortsvereins in Höchst. Am 10. Juli 1937 beantragte er die Aufnahme in die NSDAP und wurde rückwirkend zum 1. Mai desselben Jahres aufgenommen (Mitgliedsnummer 4.374.822). Er schloss sich 1950 der CDU an, für die er 1952 Mitglied des Kreistages von Gelnhausen wurde. Dort wurde er Vorsitzender der CDU-Fraktion. Er gehörte seit 1957 der Verbandsversammlung des Landeswohlfahrtsverbandes Hessen an. In der dritten Wahlperiode wurde er über die Landesliste Hessens in den Bundestag gewählt, in dem er als ordentliches Mitglied dem Petitionsausschuss und dem Ausschuss für Kulturpolitik und Publizistik angehörte.